# Regeringen Hall II
Regeringen Hall II var Danmarks regering 24. februar 1860 – 31. december 1863.
Ændringer: 30. marts 1861, 15. september 1861, 13. august 1863
Den bestod af følgende ministre:
- Konseilspræsident og Udenrigsminister: C.C. Hall
- Finansminister: C.E. Fenger
- Indenrigsminister:

D.G. Monrad til 15. september 1861, derefter
P.M. Orla Lehmann
- Justitsminister: A.L. Casse
- Minister for Kirke- og Undervisningsvæsenet: D.G. Monrad
- Krigsminister:

H.N. Thestrup til 13. august 1863, derefter
C.C. Lundbye
- Marineminister: Steen Andersen Bille
- Minister for Slesvig: F.H. Wolfhagen
- Minister for Holsten og Lauenborg:

H.I.A. Raasløff til 30. marts 1861, derefter
C.C. Hall